# Amici di Maria De Filippi (ottava edizione, fase iniziale)
L'ottava edizione del talent show musicale Amici di Maria De Filippi è andata in onda nella sua fase iniziale dal 5 ottobre 2008 al 13 gennaio 2009 su Canale 5 da lunedì a venerdì dalle 16.15 alle 16.50, il sabato pomeriggio con la puntata speciale in onda dalle 14.10 alle 15.30 con la conduzione di Luca Zanforlin e la domenica con la diretta in onda dalle 14.10 alle 16.30 con la conduzione di Maria De Filippi. Da mercoledì 14 gennaio con la prima puntata in prima serata è iniziata la fase serale di questa edizione.

## Regolamento
Il regolamento della fase iniziale prevede che i 21 ragazzi, poi diminuiti a 18,  suddivisi in due squadre (la squadra del Sole e la squadra della Luna), ogni settimana si affrontino in una serie di sfide tra componenti di squadre opposte al termine di ognuna delle quali la commissione attribuisce la vittoria a una o l'altra squadra. La squadra vincente è immune da possibili sfide da parte di sfidanti esterni che vogliono entrare nella scuola. La squadra perdente è invece esposta alla sfida esterna il cui candidato viene stabilito dalla commissione. Durante la sfida, le squadre possono riservarsi la possibilità di utilizzare la prova Jolly in una sfida in cui si pensa di essere in difficoltà. La sfida Jolly permette ad una squadra di svolgere un'esibizione diversa da quella proposta per la singola sfida.
Le sfide vengono valutate da un giudice esterno al fine di garantire l'imparzialità di giudizio.
Il primo in classifica è immune da ogni sfida anche se componente della squadra perdente.
I possibili sfidanti vengono scelti precedentemente dalla commissione tramite una verifica delle esibizioni che si proporranno nella sfida a squadre.
La commissione può riservarsi anche la possibilità di mettere in sfida altri concorrenti o mettere in discussione il posto nella scuola di uno dei componenti decidendo modi e termini della messa in discussione (tramite una sfida, tramite limite di tempo per dimostrare miglioramenti, etc). A partire dal 15 dicembre 2008 non vengono più accettate sfide esterne.
La fascia d'oro permette al detentore di presentarsi dinanzi alla commissione per ottenere la maglia bianca e l'accesso diretto al serale, senza passare per il giudizio della classifica di gradimento. Il detentore della fascia conquista la maglietta soltanto se tutti i professori della scuola sono concordi.
I restanti concorrenti, indipendentemente dalla squadra di appartenenza, possono eventualmente decidere di sfidare i detentori della fascia d'oro e, in caso di vittoria, avere la possibilità di chiedere alla commissione la maglietta bianca.

## Concorrenti
I 21 ragazzi scelti dalla commissione che sono entrati a far parte della scuola il 5 ottobre 2008 sono suddivisi in 4 categorie: ballo, canto, cantautori e recitazione.

Il simbolo accanto indica la squadra di appartenenza ( Sole o  Luna).
 Cantanti 
- Alessandra Amoroso
- Francesco Di Nicola
- Jacopo Di Stefano
- Silvia Olari
- Valerio Scanu
- Pamela Scarponi / [1]
- Martina Stavolo

 Cantautori 
- Luca Napolitano
- Mario Nunziante

 Ballerini 
- Alice Bellagamba
- Adriano Bettinelli
- Andreina Caracciolo
- Serena Carassai
- Carlo De Martino
- Gianluca Lanzillotta
- Francesca Maiozzi
- Leonardo Marki Monteiro
- Domenico Primotici
- Daniela Stradaioli

 Attori 
- Piero Campanale
- Angelo Marotta

Nel corso del programma sono entrati a far parte della scuola anche i seguenti ragazzi, vincendo la sfida esterna:
- Arturo Caccavale (cantante) :  vince la sfida contro Jacopo
- Pier Carello (cantante) :  Ritirato
- Pedro Batista Gonzalez (ballerino) : vince la sfida multipla contro Adriano, Carlo, Gianluca e Leonardo [2]
- Daniele Smeraldi (cantante) : vince la sfida contro Francesco [3]
- Beatrice Zancanaro (ballerina) : vince la sfida contro Andreina [4]
- Jennifer Milan (cantante) : vince la sfida contro Daniele [1] [5]

## Commissione
Canto 
- Fabrizio Palma, insegnante di canto
- Luca Jurman, insegnante di canto
- Gabriella Scalise, insegnante di canto
- Giuseppe Vessicchio, insegnante di musica e responsabile dell'orchestra nella fase serale
- Grazia Di Michele, insegnante di canto

 Recitazione 
- Fioretta Mari, insegnante di dizione e recitazione
- Patrick Rossi Gastaldi, insegnante di recitazione

 Danza 
- Alessandra Celentano, insegnante di danza classica
- Garrison Rochelle, insegnante di danza moderna
- Maura Paparo, insegnante di danza hip-hop
- Mauro Astolfi, insegnante di danza contemporanea
- Steve La Chance, insegnante di danza jazz

Collaboratori e Autori
- Marco Castellano, insegnante di fitness
- Riccardo "Chicco" Sfondrini, autore e responsabile della produzione
- Mauro Monaco, autore e responsabile della produzione

## Svolgimento della fase iniziale

### Tabellone delle sfide e delle eliminazioni
Nel tabellone sono indicate, per ogni puntata, l'esito della sfida a squadre, lo sfidante scelto dalla commissione per la sfida esterna e le eventuali eliminazioni.

I simboli  e  indicano rispettivamente la squadra del Sole e della Luna, il punteggio accanto al simbolo sta ad indicare quanti punti il singolo concorrente ha dato alla propria squadra tramite la sua esibizione. Eventuali mezzi punti sono da attribuire a esibizioni svolte in coppia (passi a due, duetti), per cui il punto assegnato viene diviso per merito a entrambi i concorrenti; punti nulli sono da attribuire a pareggi.
Legenda:

      Immune/Accede al serale
     In sfida
     Eliminato/a
J Prova Jolly giocato dalla propria squadra
(J) Prova Jolly giocato dalla squadra avversaria

 S  Sfidabile
 1  Primo in classifica
 I   Insfidabile
 F  Ottiene la fascia d'oro
 F  Perde la fascia d'oro
 ♪  Ottiene l'inedito

 : Ottiene la maglia bianca del serale
 : Non supera l'esame per la maglia bianca ma detiene la fascia d'oro
 : Perde la possibilità di ottenere la maglia bianca 
|                  |                  | 06/10 SCELTA SQUADRE | 12/10             | 12/10                 | 12/10                 | 19/10       | 19/10                 | 26/10                 | 26/10                   | 02/11        | 02/11                      |                                                   | SCRUTINIO MENSILE                                 | SCRUTINIO MENSILE                                 | SCRUTINIO MENSILE                                 | SCRUTINIO MENSILE | SCRUTINIO MENSILE     | SCRUTINIO MENSILE         | SCRUTINIO MENSILE     | SCRUTINIO MENSILE      | SCRUTINIO MENSILE       | SCRUTINIO MENSILE           | SCRUTINIO MENSILE           | SCRUTINIO MENSILE           |                           | 30/11                   | 30/11                  | 07/12       | 07/12       | 07/12                            | 14/12                            | 14/12                            | 14/12                            | 14/12                 | 21/12     | 21/12          | 21/12 CLASSIFICA DI ACCESSO AL SERALE | 04/01 SCELTA SQUADRE SERALE |          |  |
| 09/11            | 09/11            | 09/11                | 09/11             | 12/10                 | 12/10                 | 19/10       | 19/10                 | 26/10                 | 26/10                   | 02/11        | 02/11                      | 16/11                                             | 16/11                                             | 16/11                                             | 16/11                                             | 23/11             | 23/11                 | 23/11                     | 23/11                 |                        |                         |                             |                             |                             |                           | 30/11                   | 30/11                  | 07/12       | 07/12       | 07/12                            | 14/12                            | 14/12                            | 14/12                            | 14/12                 | 21/12     | 21/12          | 21/12 CLASSIFICA DI ACCESSO AL SERALE | 04/01 SCELTA SQUADRE SERALE |          |  |
| ---------------- | ---------------- | -------------------- | ----------------- | --------------------- | --------------------- | ----------- | --------------------- | --------------------- | ----------------------- | ------------ | -------------------------- | ------------------------------------------------- | ------------------------------------------------- | ------------------------------------------------- | ------------------------------------------------- | ----------------- | --------------------- | ------------------------- | --------------------- | ---------------------- | ----------------------- | --------------------------- | --------------------------- | --------------------------- | ------------------------- | ----------------------- | ---------------------- | ----------- | ----------- | -------------------------------- | -------------------------------- | -------------------------------- | -------------------------------- | --------------------- | --------- | -------------- | ------------------------------------- | --------------------------- | -------- |  |
| Vittoria squadre | Vittoria squadre |                      | Sole 3 - 1        | Sole 3 - 1            | Sole 3 - 1            | Luna 3 - 2  | Luna 3 - 2            | Luna 5 - 4            | Luna 5 - 4              | Sole 4 - 1   | Sole 4 - 1                 | Luna 3 - 2                                        | Luna 3 - 2                                        | Luna 3 - 2                                        | Luna 3 - 2                                        | Luna 3 - 2        | Luna 3 - 2            | Luna 3 - 2                | Luna 3 - 2            | Sole 6 - 4             | Sole 6 - 4              | Sole 6 - 4                  | Sole 6 - 4                  | Sole 5 - 2                  | Sole 5 - 2                | Sole 3 - 1              | Sole 3 - 1             | Sole 3 - 1  | Sole 4 - 2  | Sole 4 - 2                       | Sole 4 - 2                       | Sole 4 - 2                       | Luna 3 - 1                       | Luna 3 - 1            |           |                | Vittoria squadre                      | Vittoria squadre            |          |  |
|                  |                  |                      |                   |                       |                       |             |                       |                       |                         |              |                            |                                                   |                                                   |                                                   |                                                   |                   |                       |                           |                       |                        |                         |                             |                             |                             |                           |                         |                        |             |             |                                  |                                  |                                  |                                  |                       |           |                |                                       |                             |          |  |
|                  | Alessandra       |                      | S                 |                       |                       | S           | in sfida (VS Alessia) |                       |                         | +1           | +1                         |                                                   |                                                   |                                                   |                                                   |                   |                       | Superato (4 su 5)         | Superato (4 su 5)     | S                      | +0.5                    | +0.5                        | +0.5                        | +1                          | +1                        | ♪                       | +1                     | +1          | S           |                                  |                                  |                                  | F                                | +1                    | 11        | Squadra Blu    | Alessandra                            |                             |          |  |
|                  | Valerio          |                      | S                 | 1                     |                       | 1           |                       | 1                     |                         | S            | in sfida (VS Salvatore)    | Superato (5 su 5)                                 | Superato (5 su 5)                                 |                                                   |                                                   | +1.5              | +1.5                  | +1.5                      | +1.5                  | +2 (penalizzazione) +1 | +2 (penalizzazione) +1  | +2 (penalizzazione) +1      | +2 (penalizzazione) +1      |                             |                           |                         |                        |             | ♪           | 1                                | F                                |                                  |                                  |                       | 3         | Squadra Bianca | Valerio                               |                             |          |  |
|                  | Luca             |                      |                   |                       |                       | +1          | +1                    | +1                    | +1                      | +1           | +1                         | S                                                 | +1 in sfida (VS Luigi)                            | +1 in sfida (VS Luigi)                            | +1 in sfida (VS Luigi)                            |                   |                       |                           |                       | +0.5                   | +0.5                    | Superato (5 su 5)           | Superato (5 su 5)           | +1                          | +1                        | F                       | +1                     | +1          | F           | +1                               | +1                               | +1                               | F                                |                       | 7         | Squadra Blu    | Luca                                  |                             |          |  |
|                  | Alice            |                      | +1.5              | +1.5                  | +1.5                  |             |                       | +1                    | +1                      | S            | +1.5                       | Superato (4 su 5)                                 | Superato (4 su 5)                                 | S                                                 | +1 in sfida (VS Veronica)                         | +1                | +1                    | +1                        | +1                    | 1                      | +1.5                    | +1.5                        | +1.5                        | +1                          | +1                        | F                       | +1                     | +1          | +0,5        | +0,5                             | +0,5                             | +0,5                             | F                                |                       | 8         | Squadra Bianca | Alice                                 |                             |          |  |
|                  | Pedro            | non in gara          | non in gara       | non in gara           | non in gara           | non in gara | non in gara           | non in gara           | non in gara             | non in gara  | non in gara                | in sfida (VS Gianluca, Adriano, Leonardo e Carlo) | in sfida (VS Gianluca, Adriano, Leonardo e Carlo) | in sfida (VS Gianluca, Adriano, Leonardo e Carlo) | in sfida (VS Gianluca, Adriano, Leonardo e Carlo) | New Entry         | New Entry             | New Entry                 | New Entry             | +0.3                   | +0.3                    | +0.3                        | +0.3                        | S                           | +1 in sfida (VS Antonino) |                         |                        |             | S           | F                                | +1                               | +1                               | 1                                | +1.25                 | 1         | Squadra Blu    | Pedro                                 |                             |          |  |
|                  | Mario            |                      | +1                | +1                    | +1                    |             |                       | +2                    | +2                      |              |                            | Superato (4 su 6)                                 | Superato (4 su 6)                                 |                                                   |                                                   |                   |                       |                           |                       | S                      | in sfida (VS Rodolfo)   | in sfida (VS Rodolfo)       | in sfida (VS Rodolfo)       |                             |                           | F                       |                        |             |             |                                  |                                  |                                  |                                  |                       | 4         | Squadra Bianca | Mario                                 |                             |          |  |
|                  | Martina          |                      | Nuovo caposquadra | Nuovo caposquadra     | Nuovo caposquadra     | +1          | +1                    | +2                    | +2                      |              |                            | Superato (5 su 5)                                 | Superato (5 su 5)                                 | +1                                                | +1                                                | +1.5              | +1.5                  | +1.5                      | +1.5                  |                        |                         |                             |                             | ♪                           |                           |                         |                        |             | S           | F                                | +1                               | +1                               | +1                               | +1                    | 2         | Squadra Blu    | Martina                               |                             |          |  |
|                  | Adriano          |                      |                   |                       |                       | +1          | +1                    | +0.5                  | +0.5                    | +0.5         | +0.5                       | +0.5 in sfida (VS Pedro)                          | +0.5 in sfida (VS Pedro)                          | +0.5 in sfida (VS Pedro)                          | +0.5 in sfida (VS Pedro)                          |                   |                       |                           |                       | +0.3                   | +0.3                    | Superato (4 su 5)           | Superato (4 su 5)           |                             |                           | S                       | I                      | +1          |             |                                  |                                  |                                  | +0.25                            | +0.25                 | 5         | Squadra Blu    | Adriano                               |                             |          |  |
|                  | Silvia           |                      | +1                | +1                    | +1                    |             |                       | +1                    | +1                      | S            | +0.5                       | Superato (5 su 5)                                 | Superato (5 su 5)                                 | +1                                                | +1                                                | S                 | in sfida (VS Alberta) | in sfida (VS Alberta)     | in sfida (VS Alberta) | +1                     | +1                      | +1                          | +1                          | 1                           | +1                        | +1                      | +1                     | +1          | +1          | +1                               | +1                               | +1                               |                                  |                       | 9         | Squadra Bianca | Silvia                                |                             |          |  |
|                  | Domenico         |                      |                   |                       |                       | Sospeso     | Sospeso               | Sospeso               | Sospeso                 | Sospeso      | Sospeso                    | Sospeso                                           | Sospeso                                           | Sospeso                                           | Sospeso                                           | Sospeso           | Riammesso (3 su 5)    | Riammesso (3 su 5)        | Riammesso (3 su 5)    | Riammesso (3 su 5)     | S                       |                             |                             |                             | S                         |                         |                        |             |             |                                  |                                  |                                  |                                  |                       |           | 10             | Squadra Bianca                        | Domenico                    |          |  |
|                  | Daniela          | Caposquadra          |                   |                       |                       | S           | +0.5                  | S                     | in sfida (VS Maddalena) |              |                            |                                                   |                                                   |                                                   |                                                   |                   | S                     | in sfida (VS Flavia) +0.5 | Superato (3 su 5)     | Superato (3 su 5)      | +0.8                    | +0.8                        | +0.8                        | +0.8                        | +0.5                      | +0.5                    |                        |             |             | +0.5                             | +0.5                             | +0.5                             | +0.5                             |                       |           | 14             | Squadra Blu                           | Daniela                     |          |  |
|                  | Jennifer         | non in gara          | non in gara       | non in gara           | non in gara           | non in gara | non in gara           | non in gara           | non in gara             | non in gara  | non in gara                | non in gara                                       | non in gara                                       | non in gara                                       | non in gara                                       | non in gara       | non in gara           | non in gara               | non in gara           | non in gara            | non in gara             | non in gara                 | non in gara                 | non in gara                 | non in gara               | non in gara             | non in gara            | non in gara | non in gara | non in gara                      | in sfida (VS Daniele)            | in sfida (VS Daniele)            | in sfida (VS Daniele)            | in sfida (VS Daniele) | F         | New Entry      | 13                                    | Squadra Bianca              | Jennifer |  |
|                  | Andreina         |                      |                   |                       |                       | S           |                       | S                     | +0.5                    | S            | +0.5 in sfida (VS Natasha) |                                                   | +1                                                | +1                                                | +1                                                | +1                | 1                     |                           |                       |                        |                         |                             |                             |                             |                           | in sfida (VS Beatrice)  | in sfida (VS Beatrice) |             |             |                                  |                                  |                                  |                                  |                       | +0.25     | +0.25          | 12                                    | Squadra Blu                 | Andreina |  |
|                  | Gianluca         |                      | S                 | +0.5                  | +0.5                  | +1          | +1                    | +1                    | +1                      | +0.5         | +0.5                       | Superato (4 su 5)                                 | Superato (4 su 5)                                 | in sfida (VS Pedro)                               | in sfida (VS Pedro)                               | +1                | +1                    | +1                        | +1                    | +1                     | +1                      | +1                          | +1                          | +0.5                        | +0.5                      | S                       | +1                     | +1          | S           | F                                | +0.5                             | +0.5                             |                                  |                       | 6         | Squadra Bianca | Gianluca                              |                             |          |  |
|                  | Angelo           |                      |                   |                       |                       |             |                       | +0                    | +0                      |              |                            | Superato (2 su 2)                                 | Superato (2 su 2)                                 |                                                   |                                                   |                   |                       |                           |                       |                        |                         |                             |                             | S                           |                           | S                       | F                      |             | F           |                                  |                                  |                                  | F                                |                       | 15        | Eliminato      | Angelo                                |                             |          |  |
|                  | Pamela           |                      |                   |                       |                       |             |                       |                       |                         |              |                            | S                                                 | +0                                                | Superato (4 su 6)                                 | Superato (4 su 6)                                 | S                 |                       |                           |                       | S                      | +1 in sfida (VS Chiara) | +1 in sfida (VS Chiara)     | +1 in sfida (VS Chiara)     |                             |                           |                         |                        |             |             |                                  |                                  |                                  | Cambio squadra                   | Cambio squadra        | 16        | Eliminata      | Pamela                                |                             |          |  |
|                  | Beatrice         | non in gara          | non in gara       | non in gara           | non in gara           | non in gara | non in gara           | non in gara           | non in gara             | non in gara  | non in gara                | non in gara                                       | non in gara                                       | non in gara                                       | non in gara                                       | non in gara       | non in gara           | non in gara               | non in gara           | non in gara            | non in gara             | non in gara                 | non in gara                 | non in gara                 | in sfida (VS Andreina)    | in sfida (VS Andreina)  |                        |             |             | New Entry in sfida (VS Riccardo) | New Entry in sfida (VS Riccardo) | New Entry in sfida (VS Riccardo) | New Entry in sfida (VS Riccardo) | F                     | +0.25     | 17             | Eliminata                             | Beatrice                    |          |  |
|                  | Daniele          | non in gara          | non in gara       | non in gara           | non in gara           | non in gara | non in gara           | non in gara           | non in gara             | non in gara  | non in gara                | non in gara                                       | non in gara                                       | non in gara                                       | non in gara                                       | non in gara       | non in gara           | non in gara               | non in gara           | non in gara            | non in gara             | non in gara                 | non in gara                 | non in gara                 | in sfida (VS Francesco)   | in sfida (VS Francesco) | New Entry              | New Entry   | New Entry   | in sfida (VS Jennifer)           | in sfida (VS Jennifer)           | in sfida (VS Jennifer)           | in sfida (VS Jennifer)           | Eliminato             | Eliminato | Eliminato      | Eliminato                             | Daniele                     |          |  |
|                  | Serena           |                      |                   |                       |                       |             |                       | in sfida (VS Mattia)  | in sfida (VS Mattia)    | 1            |                            |                                                   |                                                   |                                                   |                                                   |                   |                       |                           | Superato (3 su 5)     | Superato (3 su 5)      | S                       | +0.3 in sfida (VS Federica) | +0.3 in sfida (VS Federica) | +0.3 in sfida (VS Federica) |                           |                         | Ritirata               | Ritirata    | Ritirata    | Ritirata                         | Ritirata                         | Ritirata                         | Ritirata                         | Ritirata              | Ritirata  | Ritirata       | Ritirata                              | Serena                      |          |  |
|                  | Francesco        | Caposquadra          | +0                | +0                    | +0                    | S           | (J) +1                | S                     |                         |              |                            | S                                                 | +0                                                | +0                                                | +0                                                | S                 |                       |                           |                       | +1                     | +1                      | +1                          | +1                          | S                           | +1 in sfida (VS Daniele)  | Eliminato               | Eliminato              | Eliminato   | Eliminato   | Eliminato                        | Eliminato                        | Eliminato                        | Eliminato                        | Eliminato             | Eliminato | Eliminato      | Francesco                             |                             |          |  |
|                  | Carlo            |                      | +1                | +1                    | +1                    |             |                       |                       |                         |              |                            | +0.5 in sfida (VS Pedro)                          | +0.5 in sfida (VS Pedro)                          | +0.5 in sfida (VS Pedro)                          | +0.5 in sfida (VS Pedro)                          |                   |                       |                           |                       | Ritirato               | Ritirato                | Ritirato                    | Ritirato                    | Ritirato                    | Ritirato                  | Ritirato                | Ritirato               | Ritirato    | Ritirato    | Ritirato                         | Ritirato                         | Ritirato                         | Ritirato                         | Ritirato              | Ritirato  | Ritirato       | Ritirato                              | Carlo                       |          |  |
|                  | Leonardo         |                      | S                 | in sfida (VS Tommaso) | in sfida (VS Tommaso) |             |                       | in sfida (VS Filippo) | in sfida (VS Filippo)   |              |                            | in sfida (VS Pedro)                               | in sfida (VS Pedro)                               | Superato (4 su 5)                                 | Superato (4 su 5)                                 | Eliminato         | Eliminato             | Eliminato                 | Eliminato             | Eliminato              | Eliminato               | Eliminato                   | Eliminato                   | Eliminato                   | Eliminato                 | Eliminato               | Eliminato              | Eliminato   | Eliminato   | Eliminato                        | Eliminato                        | Eliminato                        | Eliminato                        | Eliminato             | Eliminato | Eliminato      | Eliminato                             | Leonardo                    |          |  |
|                  | Arturo           | non in gara          | non in gara       | non in gara           | non in gara           | non in gara | non in gara           | in sfida (VS Jacopo)  | in sfida (VS Jacopo)    | New Entry +1 | New Entry +1               | 1                                                 |                                                   |                                                   |                                                   | Espulso           | Espulso               | Espulso                   | Espulso               | Espulso                | Espulso                 | Espulso                     | Espulso                     | Espulso                     | Espulso                   | Espulso                 | Espulso                | Espulso     | Espulso     | Espulso                          | Espulso                          | Espulso                          | Espulso                          | Espulso               | Espulso   | Espulso        | Espulso                               | Arturo                      |          |  |
|                  | Francesca        |                      |                   |                       |                       |             |                       |                       |                         |              |                            |                                                   |                                                   | Non superato (0 su 5)                             | Non superato (0 su 5)                             | Eliminata         | Eliminata             | Eliminata                 | Eliminata             | Eliminata              | Eliminata               | Eliminata                   | Eliminata                   | Eliminata                   | Eliminata                 | Eliminata               | Eliminata              | Eliminata   | Eliminata   | Eliminata                        | Eliminata                        | Eliminata                        | Eliminata                        | Eliminata             | Eliminata | Eliminata      | Eliminata                             | Francesca                   |          |  |
|                  | Piero            |                      |                   |                       |                       |             |                       | +0                    | +0                      |              |                            | Non superato (1 su 2)                             | Non superato (1 su 2)                             | Eliminato                                         | Eliminato                                         | Eliminato         | Eliminato             | Eliminato                 | Eliminato             | Eliminato              | Eliminato               | Eliminato                   | Eliminato                   | Eliminato                   | Eliminato                 | Eliminato               | Eliminato              | Eliminato   | Eliminato   | Eliminato                        | Eliminato                        | Eliminato                        | Eliminato                        | Eliminato             | Eliminato | Eliminato      | Eliminato                             | Piero                       |          |  |
|                  | Jacopo           |                      | +0                | +0                    | +0                    |             |                       | S                     | in sfida (VS Arturo)    | Eliminato    | Eliminato                  | Eliminato                                         | Eliminato                                         | Eliminato                                         | Eliminato                                         | Eliminato         | Eliminato             | Eliminato                 | Eliminato             | Eliminato              | Eliminato               | Eliminato                   | Eliminato                   | Eliminato                   | Eliminato                 | Eliminato               | Eliminato              | Eliminato   | Eliminato   | Eliminato                        | Eliminato                        | Eliminato                        | Eliminato                        | Eliminato             | Eliminato | Eliminato      | Eliminato                             | Eliminato                   | Jacopo   |  |

## Classifica di gradimento
Legenda:

     Immune/Accede al serale

     New Entry

     Eliminato/a

     Ottiene la fascia d'oro

     Sospeso/Espulso/Ritirato 

| 1°  | Valerio    | Valerio    | Stabile | Valerio    | Stabile | Serena     | +1      | Arturo     | +4      | Andreina   | +2      | Alice      | +2      | Silvia     | +10     | Adriano    | +3      | Valerio    | +2      | Pedro      | +8      | 1°  |
| 2°  | Serena     | Serena     | Stabile | Serena     | Stabile | Valerio    | -1      | Valerio    | Stabile | Valerio    | Stabile | Andreina   | -1      | Andreina   | Stabile | Andreina   | Stabile | Andreina   | Stabile | Martina    | +8      | 2°  |
| 3°  | Carlo      | Adriano    | +11     | Alice      | +3      | Alice      | Stabile | Andreina   | +1      | Alice      | +3      | Valerio    | -1      | Valerio    | Stabile | Valerio    | Stabile | Adriano    | -2      | Valerio    | -2      | 3°  |
| 4°  | Mario      | Mario      | Stabile | Gianluca   | +4      | Andreina   | +6      | Adriano    | +6      | Adriano    | Stabile | Adriano    | Stabile | Adriano    | Stabile | Luca       | +3      | Luca       | Stabile | Mario      | +3      | 4°  |
| 5°  | Alice      | Carlo      | -2      | Alessandra | +5      | Arturo     | NE      | Serena     | -4      | Serena     | Stabile | Alessandra | +5      | Alice      | -4      | Alessandra | +1      | Gianluca   | +3      | Adriano    | -2      | 5°  |
| 6°  | Alessandra | Alice      | -1      | Adriano    | -3      | Alessandra | -1      | Alice      | -3      | Gianluca   | +9      | Serena     | -1      | Alessandra | -1      | Alice      | -1      | Alessandra | -1      | Gianluca   | -1      | 6°  |
| 7°  | Gianluca   | Angelo     | +2      | Luca       | +4      | Mario      | +4      | Angelo     | +6      | Luca       | +4      | Gianluca   | -1      | Luca       | +1      | Silvia     | -6      | Mario      | +6      | Luca       | -3      | 7°  |
| 8°  | Jacopo     | Gianluca   | -1      | Angelo     | -1      | Luca       | -1      | Francesca  | +7      | Pamela     | +11     | Luca       | -1      | Serena     | -2      | Gianluca   | +7      | Alice      | -2      | Alice      | Stabile | 8°  |
| 9°  | Angelo     | Jacopo     | -1      | Jacopo     | Stabile | Gianluca   | -5      | Mario      | -2      | Martina    | +8      | Mario      | +6      | Mario      | Stabile | Pedro      | +8      | Pedro      | Stabile | Silvia     | +2      | 9°  |
| 10° | Domenico   | Alessandra | -4      | Andreina   | +10     | Adriano    | -4      | Alessandra | -4      | Alessandra | Stabile | Martina    | -1      | Martina    | Stabile | Serena     | -2      | Martina    | +1      | Domenico   | +2      | 10° |
| 11° | Pamela     | Luca       | +2      | Mario      | -7      | Piero      | +9      | Luca       | -3      | Silvia     | +2      | Silvia     | Stabile | Angelo     | +1      | Martina    | -1      | Silvia     | -4      | Alessandra | -5      | 11° |
| 12° | Piero      | Francesca  | +4      | Martina    | +9      | Francesco  | +5      | Carlo      | +6      | Francesco  | +4      | Angelo     | +1      | Francesco  | +1      | Angelo     | -1      | Domenico   | +3      | Andreina   | -10     | 12° |
| 13° | Luca       | Domenico   | -3      | Carlo      | -8      | Angelo     | -5      | Silvia     | +6      | Angelo     | -6      | Francesco  | -1      | Daniela    | +1      | Mario      | -4      | Angelo     | -1      | Jennifer   | NE      | 13° |
| 14° | Adriano    | Francesco  | +7      | Francesca  | -2      | Martina    | -2      | Daniela    | +3      | Carlo      | -2      | Daniela    | +3      | Pamela     | +2      | Pamela     | Stabile | Pamela     | Stabile | Daniela    | +1      | 14° |
| 15° | Leonardo   | Pamela     | -4      | Silvia     | +2      | Francesca  | -1      | Gianluca   | -5      | Mario      | -6      | Domenico   | NE      | Gianluca   | -8      | Domenico   | +1      | Daniela    | +2      | Angelo     | -2      | 15° |
| 16° | Francesca  | Leonardo   | -1      | Daniela    | +2      | Pamela     | +2      | Francesco  | -4      | Leonardo   | +2      | Pamela     | -8      | Domenico   | -1      | Daniele    | NE      | Beatrice   | NE      | Pamela     | -2      | 16° |
| 17° | Daniela    | Silvia     | +3      | Francesco  | -3      | Daniela    | -1      | Martina    | -3      | Daniela    | -3      | Pedro      | NE      | Pedro      | Stabile | Daniela    | -4      | Daniele    | -1      | Beatrice   | -1      | 17° |
| 18° | Andreina   | Daniela    | -1      | Pamela     | -3      | Carlo      | -5      | Leonardo   | +2      |            |         |            |         |            |         |            |         |            |         |            |         | 18° |
| 19° | Martina    | Piero      | -7      | Leonardo   | -3      | Silvia     | -4      | Pamela     | -4      |            |         |            |         |            |         |            |         |            |         |            |         | 19° |
| 20° | Silvia     | Andreina   | -2      | Piero      | -1      | Leonardo   | -1      |            |         |            |         |            |         |            |         |            |         |            |         |            |         | 20° |
| 21° | Francesco  | Martina    | -2      |            |         |            |         |            |         |            |         |            |         |            |         |            |         |            |         |            |         | 21° |

## Ascolti
| Puntata | Messa in onda    | Telespettatori | Share  |
| ------- | ---------------- | -------------- | ------ |
| 1       | 5 ottobre 2008   | 3 523 000      | 23,11% |
| 2       | 12 ottobre 2008  | 3 124 000      | 23,76% |
| 3       | 19 ottobre 2008  | 3 386 000      | 23,20% |
| 4       | 26 ottobre 2008  | 3 291 000      | 21,14% |
| 5       | 2 novembre 2008  | 3 472 000      | 23,36% |
| 6       | 9 novembre 2008  | 3 470 000      | 22,21% |
| 7       | 16 novembre 2008 | 3 855 000      | 23,90% |
| 8       | 23 novembre 2008 | 3 942 000      | 23,09% |
| 9       | 30 novembre 2008 | 4 273 000      | 22,49% |
| 10      | 7 dicembre 2008  | 3 527 000      | 21,87% |
| 11      | 14 dicembre 2008 | 3 803 000      | 21,71% |
| 12      | 21 dicembre 2008 | 3 544 000      | 22,19% |
| 13      | 4 gennaio 2009   | 3 791 000      | 23,41% |
| Media   | Media            | 3 615 000      | 22,72% |

## La sigla
- Sigla di questa edizione era la canzone Giorni di Gigi D'Alessio, sia nella fase iniziale che serale.